# Elmer Lach
Elmer James Lach (22. ledna 1918 Nokomis – 4. dubna 2015 Kirkland) byl kanadský hokejista, hrající na pozici centra. Začínal v klubu Regina Abbotts, kromě hokeje se věnoval i baseballu a golfu. V roce 1940 podepsal smlouvu s Montreal Canadiens, za které odehrál v National Hockey League 14 sezón, spolu s Maurice Richardem a Toe Blakem vytvořili proslulou útočnou řadu zvanou Punch line. Vyhrál Stanley Cup 1944, 1946 a 1953, získal Art Ross Trophy v letech 1945 a 1948 a Hart Memorial Trophy 1945, v letech 1945, 1948 a 1952 byl vybrán do NHL All-Star Teamu. Byl zařazen do Hokejové síně slávy a na seznam 100 Greatest NHL Players, jeho číslo 16 bylo v roce 2009 vyřazeno.